# Карбахол
Карбахол (лат. Carbachol).
Синонимы: Carbacholum, Carbachol, Carbacholinum

## Общая информация
Белый порошок со слабо выраженным запахом. Гигроскопичен. Хорошо растворяется в воде, хуже в спиртах, кране сложно растворять хлороформе и эфире. Растворы (рН 5,0 — 7,0) стерилизуют при +100 °C в течение 30 мин.
Схож с ацетилхолином, но имеет большую активность и более пролонгированное действие.
Применяется парентерального введения и внутрь.
Ранее карбахолин выпускался в виде порошка и готовых лекарственных форм: таблеток и растворов в флаконах по 1 мл.
В последнее время готовые лекарственные формы исключены из номенклатуры лекарственных средств. Предлагается вместо них пользоваться ацеклидином.
Поскольку порошок карбахолина из номенклатуры не исключен, возможно в случае необходимости пользоваться прописями для приготовления ex tempore, в том числе глазными каплями.

## Показания к применению
Карбахол в основном используется при лечении глаукомы. Глазные капли с карбахолом используются для снижения давления в глазу у людей с глаукомой.  В офтальмологической хирургии его используют для сужения зрачков во время операции по удалению катаракты.
Местное введение в глаз используется для снижения внутриглазного давления у людей с первичной открытоугольной глаукомой . Внутриглазное введение используется для образования миоза после имплантации линзы во время операции по удалению катаракты.
Карбахол также можно использовать для стимуляции опорожнения мочевого пузыря, если нормальный механизм опорожнения не работает должным образом.
В большинстве стран карбахол отпускается только по рецепту врача.

## Противопоказания
Использование карбахола, как и всех других агонистов мускариновых рецепторов, противопоказано пациентам с астмой, сердечно-сосудистыми заболеваниями, гастродуоденальными язвами и недержанием мочи. В парасимпатомиметическом действии этого препарата будет усиливать симптомы этих заболеваний.
При передозировке могут наблюдаться резкое понижение артериального давления с брадикардией и нарушениями сердечного ритма, профузный пот, миоз, усиление перистальтики кишечника и другие явления. В этих случаях следует немедленно ввести в вену или под кожу холинолитический препарат согласно рекомендаций из инструкции по применению препарата.

## Форма выпуска препарата
Глазные капли, раствор для инъекций.

## Ветеринарный препарат
Ветеринарный препарат «Карбахол ВК» согласно классификации ГОСТ 12.1.007-76 в Республике Беларусь относится к IV классу опасности – вещества малоопасные (LD50 свыше 5000 мг/кг).